# Ядровский сельсовет
Ядровский сельсовет — упразднённая административно-территориальная единица, существовавшая на территории Московской губернии и Московской области до 1960 года.
Ядровский сельсовет возник в первые годы советской власти. По данным 1922 года он находился в составе Судисловской волости Волоколамского уезда Московской губернии.
По данным 1926 года в состав сельсовета входили 2 населённых пункта — Ядрово и Московкино, а также 1 лесная дача, 1 лесничество, 2 хутора и 5 лесных станций.
В 1929 году Ядровский с/с был отнесён к Шаховскому району Московского округа Московской области. При этом к нему был присоединён Даниловский с/с бывшей Раменской волости.
17 июля 1939 года к Ядровскому с/с был присоединён Городковский с/с (селения Городково и Княжьи Горы).
20 августа 1960 года Ядровский с/с был упразднён, а его территория в полном составе передана в Судисловский с/с.